# Успение Богородично (Кладник)
„Успение Богородично“ или „Света Богородица“ (на македонска литературна норма: „Света Богородица“) е възрожденска църква в кичевското село Кладник, Република Македония. Църквата е част от Кичевското архиерейско наместничество на Дебърско-Кичевската епархия на Македонската православна църква – Охридска архиепископия.
Църквата е разположена в центъра на селото. Изградена е в средата на XIX век. Иконостасът е от началото на XX век.
- Входът
- Иконостасът
- Христос Вседържител
- Камбанарията